# 李托瓦·湯敏彥
李托瓦·湯敏彥（英語：Litokwa Tomeing，1939年10月14日—2020年10月12日），前马绍尔群岛共和国总统（2008年1月－2009年10月）。

## 早年生平
托梅茵生於1939年马绍尔群岛的沃傑環礁，他於1950年至1954年在利基普環礁与賈盧伊特環礁就读天主教小学，1954年至1957年在马朱罗读中学，1961年毕业于波纳佩的高中；1970年至1972年，在夏威夷大学学习。
1961年至1973年時，他担任教職人員，期間，於1965年当选沃傑環礁的市长，任期4年（1965年－1969年）。

## 政治生涯

### 國會議員
1974年，托梅茵回到马朱罗，担任马绍尔群岛高中的媒体和课程专家。1974年至1978年，他担任马绍尔群岛的议会议员。
1976年，他作为马绍尔群岛代表之一参加了在马里亚纳群岛的塞班岛举行的密克罗尼西亚联邦制宪会议；1978年，他當选为马绍尔群岛制宪会议成员。不久之后，马绍尔群岛宣佈獨立，脫離密克罗尼西亚联邦。
同年，他成为一个33名成员组成的马绍尔群岛议会议员。1992年至1995年擔任议会副议长，2000年成为议会议长。

### 总统時期
2008年1月，在马绍尔群岛议会举行的总统选举中，托梅茵以18票对15票击败时任总统凯塞·诺特，当选马绍尔群岛总统。
2008年1月29日，中华民国前副总统吕秀莲访问马绍尔群岛时，他表示会继续巩固双边关系。
托梅茵自2008年1月就任马绍尔總統以來，曾於2008年10月及2009年4月，兩度遭遇不信任案的挑戰，但都平安度過。
2009年10月21日，马绍尔群岛议会通過對於他的不信任案，並自即日起解除他的總統職務。其總統一職交由總統事務部助理部長鲁宾·扎克拉斯（Ruben Zackhras）代理。

## 去世
2020年10月12日，利托克瓦·托梅茵在美国阿肯色州去世，此时距离他的81岁生日仅有2天。